# Tour de la Pietra
Pour les articles homonymes, voir Pietra.
La tour de la Pietra est une tour génoise construite sur l'île de la Pietra en face du port de l'Île-Rousse en Haute-Corse.

## Histoire

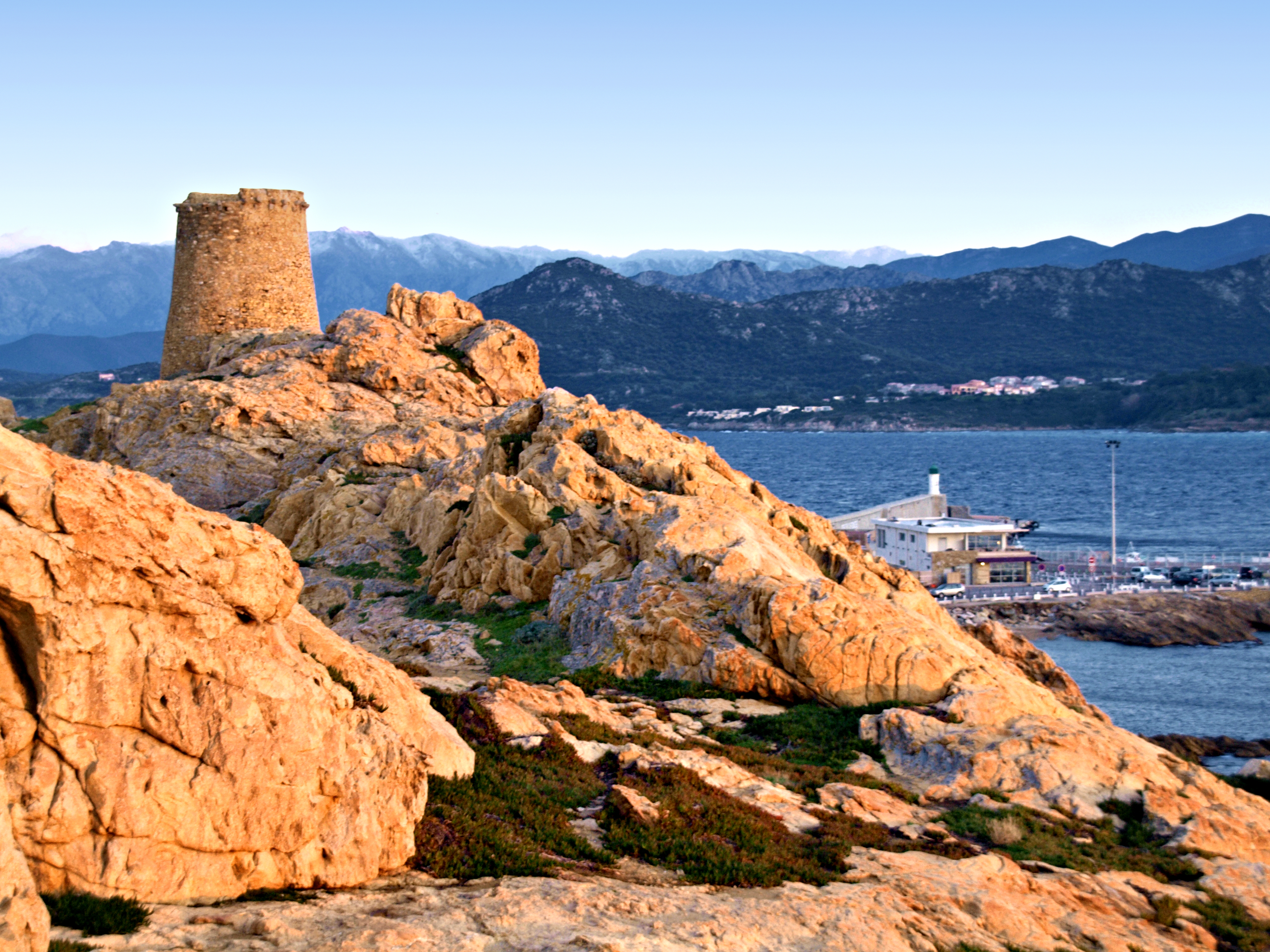
Tour génoise de la Pietra.

La tour de la Pietra a été bâtie en 1530-1531 par les Génois afin d'assurer la surveillance du littoral corse face aux incursions barbaresques. Sa construction est donc antérieure à la fondation de la ville de l'Île-Rousse.